# Münchhausen (Kästner)

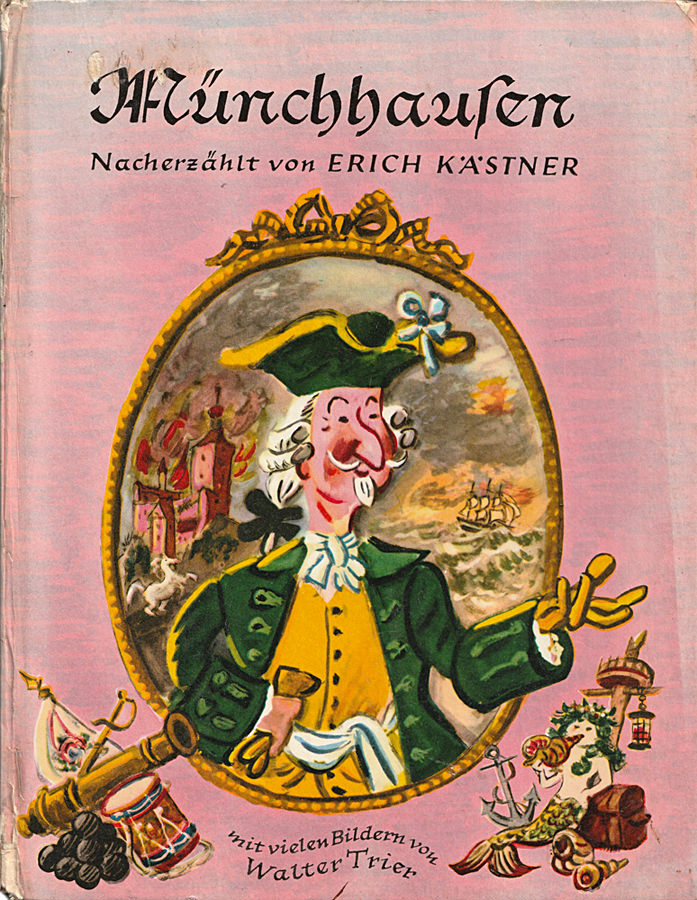
Buchdeckel der Erstausgabe (Walter Trier, 1951)

Des Freiherrn von Münchhausen wunderbare Reisen und Abenteuer zu Wasser und zu Lande ist eine Nacherzählung für Kinder von Erich Kästner mit Illustrationen von Walter Trier. Sie erschien 1951 als dritte von Kästners sechs Nacherzählungen bekannter Klassiker der Weltliteratur im Atrium Verlag (Zürich) und im Verlag Carl Ueberreuter (Wien, Heidelberg).

## Inhalt
Im Vorwort werden die historische Figur des Baron von Münchhausen aus dem 18. Jahrhundert und die Entstehung des Buchs seiner Lügengeschichten erzählt. Kästner führt weiter aus, dass es zwei Arten von Lügen gibt. Solche, die man gerne hört und liest, weil sie unterhalten und lustig sind, und andere, die einzig dem Zweck dienen, andere zu betrügen. Nur mit den ersten werde man berühmt wie der Lügenbaron, einem der wenigen Meister in der Kunst des Lügens.
Im Hauptteil folgt eine Auswahl der bekanntesten und lustigsten Geschichten über den Baron aus dem Braunschweigischen in acht Kapiteln: Das Pferd auf dem Kirchturm, der Schlittenwolf, der trinkfeste General, die Enten an der Schnur und andere Jagdgeschichten, der halbierte Litauer, der Ritt auf der Kanonenkugel und andere Abenteuer, die Wette mit dem Sultan und die zweite Mondreise.

## Entstehung und Hintergrund
Nach der Erzählung des Gestiefelten Katers, die 1950 erschien, war vom Verleger Maschler eigentlich wieder ein Märchen geplant: Der standhafte Zinnsoldat von Hans Christian Andersen. Es wurde jedoch zuerst zurückgestellt, um die Geschichte von Münchhausen für Kinder nachzuerzählen, und dann niemals begonnen. Kästner wählte für das Kinderbuch Geschichten aus, die für die Altersgruppe passten, und schickte schon Ende August 1950 den ersten Teil zu Walter Trier nach Kanada. Wie beim Film Münchhausen von 1943, für den Kästner das Drehbuch schrieb, stützte er sich dabei auf die anonyme Rückübersetzung einer englischen Übersetzung des Buchs Wunderbare Reisen zu Wasser und Lande, Feldzüge und lustige Abentheuer des Freyherrn von Münchhausen, wie er dieselben bey der Flasche im Cirkel seiner Freunde selbst zu erzählen pflegt von Gottfried August Bürger.

## Ausgaben
- Erich Kästner: Des Freiherrn von Münchhausen wunderbare Reisen und Abenteuer zu Wasser und zu Lande, Atrium Verlag, Zürich 1951
- Erich Kästner: Des Freiherrn von Münchhausen wunderbare Reisen und Abenteuer zu Wasser und zu Lande, Verlag Carl Ueberreuter, Wien, Heidelberg 1951
- Erich Kästner: Des Freiherrn von Münchhausen wunderbare Reisen und Abenteuer zu Wasser und zu Lande In: Ders.: Maskenspiele: Nacherzählungen, herausgegeben von Sybil Gräfin Schönfeldt, Carl Hanser Verlag, München/Wien 1998 (Band IX von Erich Kästner: Werke, Hg. Franz Josef Görtz), S. 49–72

Das Kinderbuch Des Freiherrn von Münchhausen wunderbare Reisen und Abenteuer zu Wasser und zu Lande wird bis heute vom Atrium Verlag (Zürich) herausgegeben. Es erscheint auch in Lizenzausgaben in Sammelbänden, digitalen Ausgaben und Hörbuchfassungen. Es wurde bisher 21-mal in 18 verschiedene Sprachen übersetzt.